# Novi Zagreb-istok
Novi Zagreb-istok (Nya Zagreb-öst) är en stadsdel i Zagreb i Kroatien. Novi Zagreb-istok är sedan år 1999 en av tre administrativa enheter som utgör det historiska området Novi Zagreb. Stadsdelen har 59 055 invånare (2011) och en yta på 16,54 km2. Novi Zagreb-istok är den minsta men samtidigt befolkningstätaste stadsdelen i Novi Zagreb. 

## Geografi
Novi Zagreb-istok breder ut sig över låglänt terräng söder om Sava. Stadsdelen gränsar till Trnje i norr, Peščenica-Žitnjak i öster och Novi Zagreb-zapad i väster. I sydväst gränsar stadsdelen till Velika Gorica och Zagrebs län.

## Historia
Fram till 1960-talet, innan uppförandet av Novi Zagreb, hade hela området en lantlig karaktär som dominerades av betesmarker och dammar. År 1959 uppfördes Frihetsbron (Most slobode) vilket banade vägen för uppförandet av större bostadshus. Under de nästkommande fyrtio åren utvecklades Novi Zagreb-istok till av de mest urbaniserade stadsdelarna i Zagreb.

## Lista över lokalnämnder
I Novi Zagreb-istok finns 11 lokalnämnder (mjesni odbori) som var och en styr över ett mindre område:
- Buzin
- Dugave
- Hrelić
- Jakuševec
- Sopot
- Središće
- Travno
- Utrine
- Veliko Polje
- Zapruđe

## Arkitektur
- I stadsdelens nordvästra del ligger sedan år 2009 Museet för modern konst.
- I dess norra del ligger parken, insjön och rekreationsområdet Bundek.
- I kvarteret Travno ligger byggnadskomplexet Mamutica.

### Fotnoter
1. 1 2  Kroatiska statistiska centralbyrån, folkräkningen 2011 Arkiverad 28 mars 2015 hämtat från the Wayback Machine. Läst 11 september 2015. (engelska)
2. 1 2  Zagreb.hr – Zagrebs officiella webbplats (kroatiska)
3. ↑  Zagreb.hr – Zagrebs officiella webbplats (kroatiska)